# Xylaria psamathos
Xylaria psamathos är en svampart som beskrevs av Boise 1982. Xylaria psamathos ingår i släktet Xylaria och familjen kolkärnsvampar.   Inga underarter finns listade i Catalogue of Life.